# Pellucens kinabaluensis
Pellucens kinabaluensis är en fjärilsart som beskrevs av Embrik Strand 1915. Pellucens kinabaluensis ingår i släktet Pellucens och familjen tofsspinnare. Inga underarter finns listade i Catalogue of Life.